# Бєлєнов Олександр Васильович
Олександр Бєлєнов (рос. Александр Беленов, нар. 13 вересня 1986, Бєлгород, Росія) — російський футболіст, воротар клубу «Уфа».

## Клубна кар'єра

### Початок
Олександр Бєлєнов є вихованцем клубу «Салют» з Бєлгорода. З 2004 року він виступав за команду у другій лізі чемпіонату Росії. Взимку 2006 року Бєлєнов тренувався у складі казанського «Рубіну» але контракт так і не вдалося укласти через завищену суму трансферу, яку запросило керівництво «Салюта».

### «Спартак» (М)
У серпні 2010 року Бєлєнов підписав чотирирічний контракт із московським «Спартаком». Але закріпитися в команді воротар так і не зумів, провівши в основі лише одну гру.

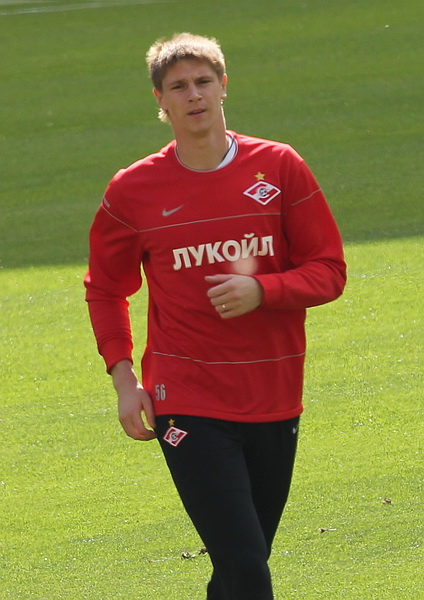
Бєлєнов у складі «Спартака»

### «Кубань»
Вже у 2011 році Бєлєнов переходить до складу краснодарської «Кубані». За словами самого футболіста і тодішнього тренера «Спартака» Валерія Карпіна, цей трансфер влаштовував як самого гравця, так і клуб. Влітку 2013 року Олександр Бєлєнов подовжив дію контракту з краснодарським клубом ще на 4 роки.

### «Уфа»
2016 рік Бєлєнов провів у складі «Анжі» з Махачкали. У лютому 2017 року воротар підписав контракт до кінця сезону з клубом «Уфа». А вже влітку того року контракт було подовжено. 9 березня 2020 року Олександр Бєлєнов увійшов до Клубу Льва Яшина, зігравши 100-й матч у своїй кар'єрі «на нуль».

## Кар'єра в збірній
У 2004 році Олександр Бєлєнов у складі юнацької збірної Росії (U-18) брав участь у турнірі Меморіал Гранаткіна, де став переможцем турніру.
Тренер національної збірної Росії Фабіо Капелло викликав Бєлєнова до складу команди на товариський матч із збірною США, але на поле Олександр так і не вийшов.

## Досягнення
Клубні
Кубань
- Фіналіст Кубка Росії 2014/2015

Особисті
- Член Клубу Льва Яшина